# Sporobolus acinifolius
Sporobolus acinifolius är en gräsart som beskrevs av Otto Stapf. Sporobolus acinifolius ingår i släktet droppgräs, och familjen gräs. Inga underarter finns listade i Catalogue of Life.